# Кто этот тип?
«Кто этот тип?» — кинофильм 1993 года режиссёра Теда Демме. В главных ролях две звезды популярных программ MTV — Доктор Дре и Эд Ловер. Фильм был в первую очередь выпущен на экраны кинокомпанией MTV Films, и его особенностью стало участие в эпизодических ролях целой плеяды звёзд рэпа и хип-хопа того времени.

## Сюжет
Доктор Дре и Эд Ловер — два неуклюжих парикмахера, работающие в парикмахерской в Гарлеме. Хорошо понимая, что стрижка не их призвание, их босс, друг и наставник Ник (Джим Муди) предлагает им переквалифицироваться в полицейских и попробовать поступить в полицейскую академию. Это кажется сумасшествием, но им это удаётся и они приняты в Нью-Йоркскую полицию. Всё шло хорошо до тех пор пока не случилось трагедии. Погибает их близкий друг. И тогда напарники решают взяться за расследование, как они считают, убийства.
Эд и Дре узнают, что недобросовестный застройщик Димитрий (Ричард Брайт) может быть как-то связан со смертью их друга, и они приступают к расследованию всего, что связано с ним. Это оказывается не так просто, и тогда к делу подключаются тупой сержант Купер (Денис Лири), угрюмый детектив Бо Гризли (Роузвилл Янг) и группа уличной шпаны (Гуру,Ice-T), чтобы найти нужную информацию. И хотя определённых улик нет против Димитрия, но его компания явно замешана в странных событиях, тем более что он начинает скупать территорию в их районе Гарлеме. И они должны это остановить.

## В ролях
- Эд Ловер — Эд Ловер
- Доктор Дре — Доктор Дре
- Баджа Джола — Лайонел Дуглас
- Берни Мак — Джей Джордж
- Черил Джеймс — Тиша Брэкстон
- Колин Куинн — Фрэнки Флинн
- Денис Лири — Сержант Купер
- Гуру — Мартин Лоренцо
- Ice-T — Чанси «Ночной поезд» Джексон
- Ричард Брайт — Димитрий
- Карон Бернштейн — Келли

### Звёзды в эпизодах
- Busta Rhymes — Джэвин
- Kris Kross — Карим/Мика
- Phife Dawg — Джеральд
- Куин Латифа — играет саму себя
- Run-D.M.C. — Детективы
- KRS-One - Наркоторговец
- Naughty by Nature - рэп-группа выступающая в клубе

## Слоган
«The first hip-hop whodunnit!»